# Lechatelierite
La lechatelierite, anche detta folgorite, è un minerale il cui nome deriva da quello del chimico francese Henry Louis Le Chatelier.

## Abito cristallino
Struttura Amorfa

## Origine e giacitura
La lechatelierite si forma in seguito ad un fulmine sulla sabbia o su rocce ricche di silice. Può formarsi anche a causa della fusione della sabbia causata dall'impatto di una meteorite.

## Forma in cui si presenta in natura
La lechatelierite quando è originata da un fulmine si presenta sotto forma di tubi cavi spesso di forma irregolare e ramificata.